# Barrage de Sault-Brénaz
Le barrage de Sault-Brénaz ou barrage de Villebois ou aménagement de Sault-Brénaz, est un aménagement hydroélectrique sur le Rhône, réalisé et géré par la Compagnie nationale du Rhône et situé à proximité de Sault-Brénaz et de Villebois, dans l'Ain. Il comprend un barrage de retenue et une usine hydroélectrique.

## Présentation
Inauguré en 1986, il constitue la dernière étape de l'aménagement du Haut-Rhône par la CNR. Avec une puissance installée de 45 MW et une production annuelle de 245 GWh/an, l'usine est la plus modeste de cette section du fleuve. Le barrage est construit entre l'île de la Serre et la rive droite du Rhône, tandis que l'usine est érigée sur l'autre bras du fleuve.
Un stade d'eau vive a été aménagé à proximité, sur l'ile de la Serre.